# Dziennik Podróży Lądowych i Morskich
Dziennik Podróży Lądowych i Morskich – pierwsze polskie czasopismo turystyczno-geograficzne, miesięcznik, ukazujący się w roku 1827 w Warszawie.
Wydawcą pisma był Michał Dembiński, którego deklarowanym motywem była chęć dostarczenia wiedzy geograficznej polskim czytelnikom, przełamanie bariery wynikającej ze słabej znajomości języków obcych i wreszcie – zapewnienie im godziwej rozrywki. Poznanie obcych krajów i kultur miało się też przyczynić do złagodzenia, wynikających z ignorancji i uprzedzeń, konfliktów międzyetnicznych.
Pismo (6 arkuszy formatu octavo w cienkiej tekturowej okładce) ukazywało się pierwotnie nakładem drukarni Księży Pijarów; ostatnie trzy numery (wrzesień-grudzień) wydała drukarnia Onufrego Lątkiewicza. Planowano, że każde trzy numery będą stanowić jeden tom do oprawienia (co trzeci numer miał dodatkową okładkę). W obrębie tomu pismo posiadało ciągłą numerację stron i ciągłą numerację artykułów. Pismo kosztowało 9 złotych w prenumeracie lokalnej, 12 zł – z wysyłką.